# Cal Caus (Sanaüja)
Cal Caus és un edifici del municipi de Sanaüja (Segarra) que forma part de l'Inventari del Patrimoni Arquitectònic de Catalunya. És un gran habitatge situat dins d'un ampli espai tancat i situat al final del carrer Morè amb confluència amb el carrer del Calvari.

## Descripció
Es tracta d'una construcció de planta irregular (forma de L) i articulada a partir de dues estructures arquitectòniques distribuïdes a diferents nivells d'alçat. La façana d'ingrés s'obre al carrer Morè, i s'estructura a partir de planta baixa, primer i segon pis, Corona aquesta estructura, una cornisa motllurada sustentada a partir de mènsules i que ressegueix tot el perímetre superior.

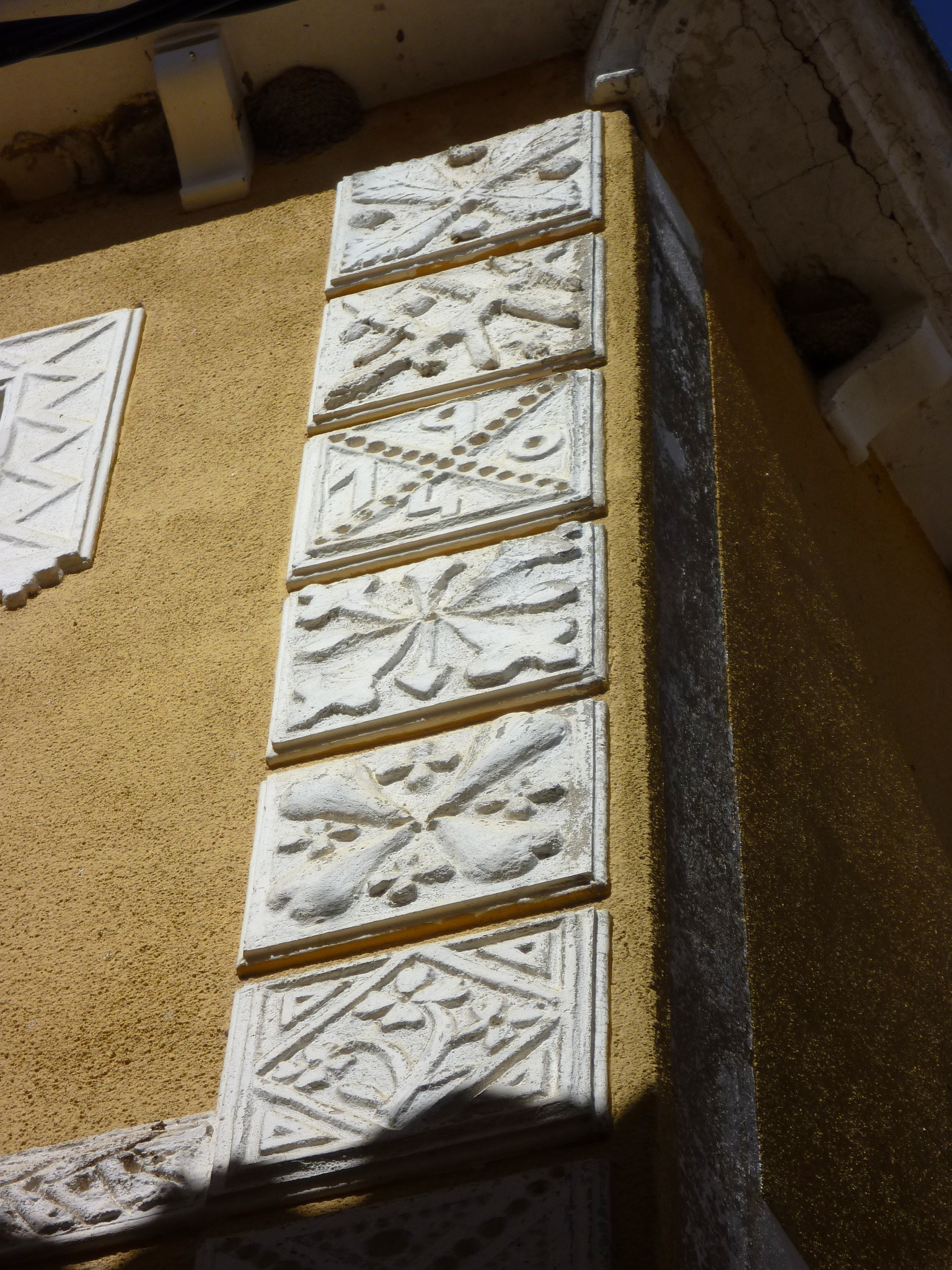
Plaques de guix motllurades

A un pla més endarrerit, s'adossa una segona estructura arquitectònica, articulada en dos nivells respecte al seu alçat. Un primer nivell es troba en contacte amb l'edifici principal o d'ingrés, i es disposa en forma de torrassa, destacant notablement en alçada respecte a la resta d'edificació. Aquesta torrassa presenta tres obertures visibles en forma de finestra; així com, una cornisa motllurada que ressegueix el seu perímetre rectangular, sobre la qual es disposa un terrat balustrat, rematat amb quatre pinacles a cada un dels seus angles. Finalment completa aquesta estructura arquitectònica una construcció de característiques similars a la resta de l'edifici, però d'alçada inferior respecte a la torrassa.
Destaquem la presència de plaques de guix motllurades situades verticalment a les arestes dels angles de l'habitatge, així com la disposició clàssica dels cossos mitjançant franges horitzontals i guardapols a totes les obertures que donen al carrer Morè. Amb tot, cal matisar una petita diferència afegida respecte a la decoració de les obertures de l'estructura arquitectònica situada en un pla més endarrerit respecte a l'edifici d'ingrés, i és la presència d'una mènsula centrada a la llinda de les obertures. També trobem d'altres elements decoratius destacables com la disposició de quatre capitells de pedra decorats amb motius vegetals que coronen els pilars de la tanca que dona al carrer Morè. L'obra d'aquest habitatge presenta un parament de murs arrebossats amb presència de pintura ocre.